# 路易十三世的宣誓
《路易十三世的宣誓》（The Vow of Louis XIII，又称路易十三世的誓言）是由法國新古典主義画家安格爾繪製的，使用的媒材是油畫與帆布。该畫尺寸為421cm x 262cm。在過去展覽過五次，分別是1824的沙龍、1855的世界展覽會、1867安格爾去世的那年、1967紀念安格爾的百年，以及2006的羅浮宮展覽。目前則是在法國蒙托邦的蒙托邦主教座堂展示著。
他於1820年時，藉著教會給予的委託所創作的《耶穌賜予聖彼得鎖鑰》（Jesus Returning the Keys to St. Peter），而在沙龍獲得成功。同時機會也在這時到來，原先逐漸沒落的宗教畫隨著波旁王朝復辟而慢慢復興。並且德拉克洛瓦(Eugène Delacroix)發表他的希阿島的屠殺而名聲大噪，需要一名能與之抗衡的領導者。此時有著實力的新古典主義的畫家都因故無法擔任這個角色，因此這時留在義大利的大衛學生安格爾就成為傳統代言人，安格爾本人也藉著這個機會成為新古典主義的領頭羊。